# سنگ‌نوشته اپسای دبیر

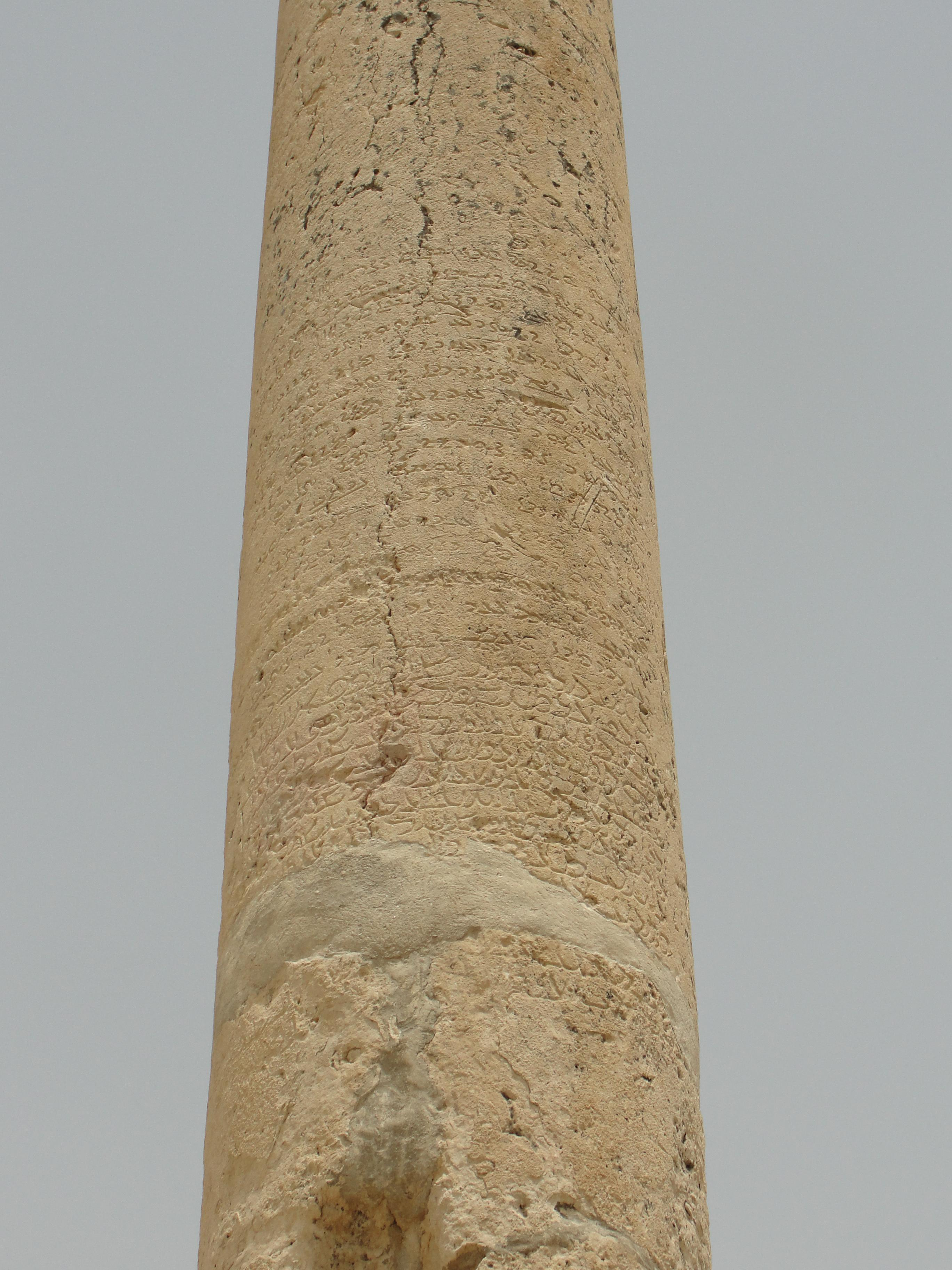
سنگ‌نوشتهٔ اپسای دبیر حک شده روی ستونی در شهر بیشابور

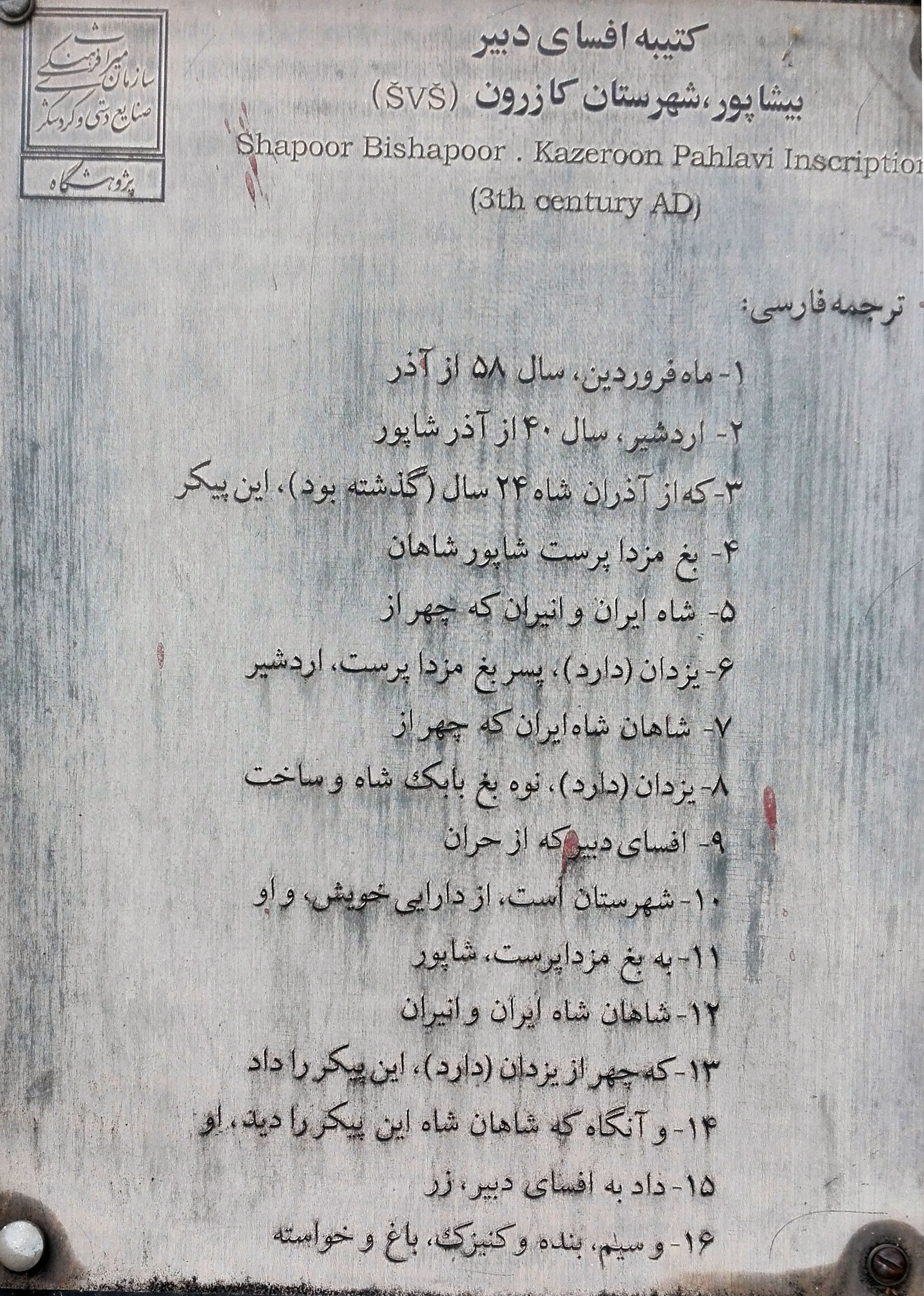
ترجمه کتیبه اپسای دبیر

سنگ‌نوشتهٔ اَپَسای دبیر در خرابه‌های شهر شاپور یا بیشابور در ناحیهٔ کازرون یافت شده‌ است، دارای دو نوشته به زبان پهلوی و زبان پارتی است و به دستور دبیر شاپور یکم ساسانی به نام اَپَسا یا اَفَسا نگاشته شده است. نوشته پهلوی دارای ۱۶ سطر است و از نوشته پارتی که بسیار آسیب دیده، ۱۲ سطر برجای مانده است. سنگ نوشته با ذکر تاریخ آغاز می‌شود و به دنبال آن آمده‌ است که اپسای دبیر به هزینهٔ خویش پیکره‍ای از شاه را ساخته و شاه او را پاداش داده است. تاریخ سنگ نوشته برابر است با ۲۶۶ میلادی است.

بر روی دو ستون میدان شهر سنگ نبشته ای در 16 خط به زبان پهلوی اشکانی و ساسانی است که روی آن نوشته شده است:
« در فروردین سال ۵۸ از آتش ( به تخت شاهی رسیدن) اردشیر، در سال ۴۰ از آتش شاپور، در سال ۲۴ از آتشهای شاهی این تندیس بغ مزدا پرست شاپور شاهنشاه ایران و انیران که چهره از ایزدان دارد پسر بغ مزدا پرست اردشیر شاهنشاه ایران که چهره از ایزدان دارد نوه ی بغ پاپک شاه و ساخت اپسا Apasa از مردمان شهر حران با دارایی خاندان خویش است. به بغ مزدا پرست شاپور شاه ایران و انیران که چهره از ایزدان دارد این پیکر را نشان دادم و شاهنشاه پس از دیدن این تندیس به اپسای دبیر سیم، بندگان، کنیزها، باغها، دارایی بخشید».
برخی بر این باورند که تندیسی از شاپور یکم ساسانی در میان این دو ستون بوده است که همینک از میان رفته است! از دیدگاه پژوهشگر باستان شناسی هخامنش کرمان تندیسی از شاپور یکم در اینجا نبوده است، بلکه این سنگ نبشته همان تندیسی را می گوید که در سر در غار شاپور دیده می شود.